# Фиброзная соединительная ткань

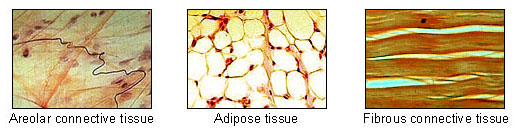
Типы соединительных тканей: фиброзная справа

Фиброзная (волокнистая) ткань — разновидность соединительной ткани, которая обладает относительно высокой прочностью на растяжение. Она состоит из коллагеновых и упругих волокон. Чаще всего из такой ткани состоят связки и сухожилия. Этот вид ткани практически не содержит живых клеток и, в основном, состоит из полисахаридов, белков и воды.